# قرار است عاشق مادرم باشم
قرار است عاشق مادرم باشم (ژاپنی: 母を恋はずや) فیلمی ژاپنی به کارگردانی یاسوجیرو اوزو است که در سال ۱۹۳۴ منتشر شد. حلقه نخست و آخر این فیلم مفقود شده‌است و امروز دیگر در دسترس نیست و از بازیگران آن می‌توان به کوجی میتسوی و چیشو ریو اشاره کرد.
در سال ۲۰۱۱ انستیتوی فیلم بریتانیا بخش‌های باقی‌مانده از این فیلم را به همراه آخر پاییز در قالب دی‌وی‌دی و بلوری منتشر کرد.